# Clayton Parros
Clayton Parros (né le 11 décembre 1990) est un athlète américain, spécialiste du 400 mètres. 

## Biographie
Il remporte la médaille d'or du relais 4 × 400 m lors des Championnats panaméricains juniors de 2009, à Port-d'Espagne (Trinité-et-Tobago).
Sélectionné dans l'équipe des États-Unis lors des championnats du monde en salle 2014, à Sopot en Pologne, Clayton Parros participe aux séries du relais 4 × 400 m et permet à son équipe d'accéder au tour suivant. Non retenu pour la finale, il reçoit néanmoins la médaille d'or au même titre que ses coéquipiers qui remportent l'épreuve en établissant un nouveau record du monde en salle.

### Palmarès
| Date | Compétition                        | Lieu           | Résultat | Épreuve          | Performance   |
| ---- | ---------------------------------- | -------------- | -------- | ---------------- | ------------- |
| 2009 | Championnats panaméricains juniors | Port-d'Espagne | 1er      | 4 × 400 m        |               |
| 2014 | Championnats du monde en salle     | Sopot          | 1er      | Relais 4 × 400 m | —             |
| 2015 | Championnats NACAC                 | San José       | 1re      | 4 x 400 m        | 3 min 00 s 07 |

### Records
| Épreuve | Épreuve   | Performance | Lieu        | Date            |
| ------- | --------- | ----------- | ----------- | --------------- |
| 400 m   | Plein air | 45 s 42     | Gainesville | 19 avril 2014   |
| 400 m   | Salle     | 45 s 92     | Albuquerque | 23 février 2014 |